# Senorius smetanai
Senorius smetanai är en skalbaggsart som beskrevs av Hüdepohl 1992. Senorius smetanai ingår i släktet Senorius och familjen långhorningar. Inga underarter finns listade i Catalogue of Life.